# Indische klifzwaluw
De Indische klifzwaluw (Petrochelidon fluvicola) is een zangvogel die behoort tot de familie van de zwaluwen.

## Verspreiding en leefgebied
Deze soort komt voor in Pakistan en India.

## Status
De grootte van de populatie is niet gekwantificeerd maar de soort wordt omschreven als algemeen in Pakistan en plaatselijk algemeen in India. Op de Rode lijst van de IUCN heeft deze soort de status niet bedreigd.